# Parrocchia di Charlotte
La parrocchia di Charlotte (in lingua inglese Charlotte Parish) è una delle sei parrocchie di Saint Vincent e Grenadine, è situata nella parte nord-orientale dell'isola di Saint Vincent  con 38.000 abitanti (dato 2000).
La parrocchia comprende anche Cow and Calves, rocce al largo della costa nord di Saint Vincent.
La capitale e città principale è Georgetown.